# Ото Валах
Ото Валах (Кенигсберг, 27. март 1847 — Гетинген, 26. фебруар 1931) био је немачки хемичар, добитник Нобелове награде за хемију 1910. за рад на пољу алицикличних једињења.

## Биографија
Валах је рођен у Кенигсбергу, као син пруског државног службеника. Његов отац, Герхард Валах, потицао је из јеврејске породице која је прешла на лутеранство. Његова мајка Отили (Тома) је била етничка Немица протестантске вероисповести. Валахов отац је премештен у Шчећин, а касније у Потсдам. Ото Валах је ишао у школу, Гимназију, у Потсдаму, где је учио о књижевности и историји уметности, два предмета која су га занимала цео живот. У то време је такође започео приватне хемијске експерименте у кући својих родитеља.
Године 1867. почео је да студира хемију на Универзитету у Гетингену, где је у то време Фридрих Велер био шеф органске хемије. После једног семестра на Универзитету у Берлину са Августом Вилхелмом фон Хофманом, Валах је докторирао на Универзитету у Гетингену 1869. и радио је као професор на Универзитету у Бону (1870–89) и Универзитету у Гетингену. (1889–1915). Двојица његових докторских студената били су Адолф Сивертс и Волтер Хауорт. Умро је 26. фебруара 1931. и сахрањен је у Гетингену. Године 1912. одликован је Дејвијевом медаљом.

## Главни радови
Током свог рада са Фридрихом Кекулеом у Бону започео је систематску анализу терпена присутних у етеричним уљима . До овог времена само неколико је било изоловано у чистом облику, а структурне информације су биле ретке. Поређење тачака топљења и мерење смеса била је једна од метода за потврђивање идентичних супстанци. За ову методу су углавном течни терпени морали да се трансформишу у кристална једињења. Постепеном дериватизацијом, посебно додавањем двоструке везе присутне у неким од терпена, постигао је циљ добијања кристалних једињења. Истраживање реакција преуређивања цикличних незасићених терпена омогућило је добијање структуре непознатог терпена праћењем преуређивања у познату структуру терпена. Овим главним методама отворио је пут систематском истраживању терпена.
Био је одговоран за именовање терпена и пинена и за предузимање првог систематског проучавања пинена.

### Радови
- Tabellen zur chemischen Analyse. Вебер, Бон 1880. Дигитално издање Универзитетске и Државне библиотеке Дизелдорф .
  - 1. Verhalten der Elemente und ihrer Verbindungen 1880
  - 2. Methoden zur Auffindung und Trennung der Elemente. 2. Aufl. von "Hülfstabellen für den chemisch-analytischen Unterricht" 1880.
- Terpene und Campher : Zusammenfassung eigener Untersuchungen auf dem Gebiet der alicyclischen Kohlenstoffverbindungen. 2. Ауфл. Лајпциг : вон Веит, 1914. Дигитално издање Универзитетске и Државне библиотеке Дизелдорф.